# Kristin Kartheuser
Kristin Kartheuser (* 10. April 1981) ist eine ehemalige deutsche Handballspielerin. Sie ist seit 2010 verheiratet und trägt nunmehr den Namen Kristin Titze.
Nach Stationen beim Variant Nordhausen und der HSG Nordhausen stand die Rückraumspielerin ab 2000 beim Thüringer HC unter Vertrag. Dort erreichte sie 2005 den Aufstieg in die 1. Bundesliga. Nachdem sie in der Saison 2008/09 für den Zweitligisten TSG Ketsch aktiv war, wechselte sie zum Regionalligisten 1. FSV Mainz 05. Nach der Saison 2011/12 verließ sie Mainz.